# Parksosaure
El parkosaure (Parksosaurus, "llangardaix de Parks"), és un gènere representat per una única espècie de dinosaure ornitòpode hipsilofodòntid, que va viure a la fi del període Cretaci, fa aproximadament 70 milions d'anys, durant el Maastrichtià en el que avui és Nord-amèrica. Oposat en la Formació Canó Ferradura d'Alberta, Canadà. Es va basar en un esquelet gairebé complet majorment articulat i un crani parcial. Aquests mostren que es va tractar d'un petit herbívor bípede no hadrosàurids, un dels pocs coneguts de finals del Cretaci d'Amèrica del Nord.